# Hedworth Meux
Sir Hedworth Meux (rodné příjmení Lambton, 1911 příjmení Meux) (5. července 1856, Londýn, Anglie – 20. září 1929, Danebury, Hampshire, Anglie) byl britský admirál. U královského námořnictva sloužil od svých čtrnácti let, jako příslušník vysoké šlechty s příbuzenskými vztahy na řadu významných osobností a vazbami na královský dvůr měl v námořnictvu značný vliv. V rámci búrských válek vynikl vlastní iniciativou, kdy z Indického oceánu do jižní Afriky přepravil vojáky a dělostřeleckou techniku. V hodnosti admirála se uplatnil ještě za první světové války jako vrchní velitel v Lamanšském průlivu. V roce 1915 dosáhl nejvyšší možné hodnsti velkoadmirála (Admiral of the Fleet) a v roce 1916 odešel do penze, poté byl dva roky poslancem Dolní sněmovny (1916–1918). Jako univerzální dědic podnikatelské rodiny Meuxů přijal v roce 1911 příjmení Meux.

## Životopis

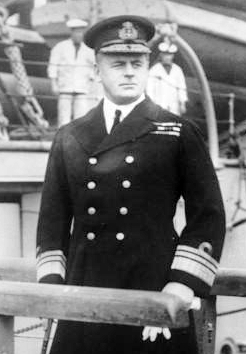
Admirál Sir Hedworth Meux (1915)

Pocházel ze šlechtického rodu Lambtonů, narodil se jako třetí syn George Lambtona, 2. hraběte z Durhamu (1828–1879). Po otci byl vnukem kanadského generálního guvernéra 1. hraběte z Durhamu, po matce Beatrix Hamiltonové (1835–1871) vnukem 1. vévody z Abercornu. Do Royal Navy vstoupil v roce 1870 jako kadet na cvičné lodi HMS Britannia, poté sloužil v Lamanšském průlivu, v hodnosti podporučíka (1875) byl převelen do Středozemního moře, později se zúčastnil anglicko-egyptské války a bombardování Alexandrie (1882). V roce 1883 byl povýšen na komandéra a doplnil si vzdělání na Royal Naval College v Greenwichi, krátce byl také pobočníkem irského místokrále 5. hraběte Spencera. Poté sloužil ve Středomoří a Pacifiku, v letech 1894–1897 byl tajemníkem prvního lorda admirality. Tehdejší ministři námořnictva 5. hrabě Spencer a G. J. Goschen byli hlavně politici a Lambton měl v té době velký vliv na povyšování námořních důstojníků. Po roce 1897 sloužil u břehů Číny a za búrské války vynikl vlastní iniciativou, kdy z Mauricia do jižní Afriky přepravil vojáky a děla. Po návratu do Anglie byl slavnostně přivítán v Portsmouthu a dekorován Řádem lázně. Ještě za vlády královny Viktorie byl jmenován královským námořním pobočníkem a v této funkci byl potvrzen i po nástupu Eduarda VII.[zdroj?]

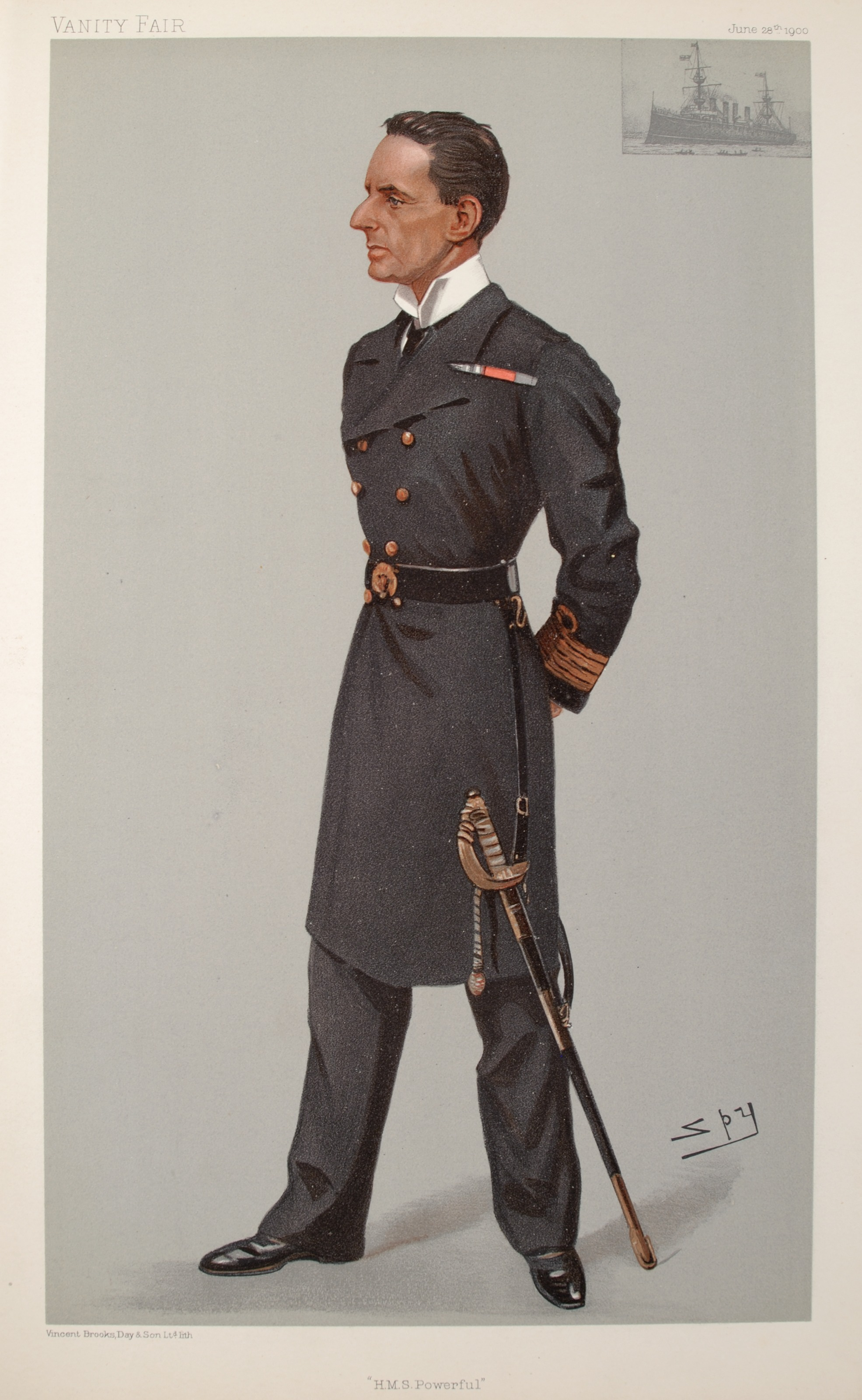
Karikatura kapitána Hedwortha Lambtona (1900)

V roce 1902 byl jmenován kontradmirálem a v letech 1903–1904 byl zástupcem vrchního velitele ve Středozemním moři. Při příležitosti návštěvy Eduarda VII. na Korfu obdržel rytířský kříž Viktoriina řádu (1904) a od té doby byl znám jako Sir Hedworth Lambton. Poté byl velitelem 3. křižníkové eskadry ve Středomoří (1904–1906). V roce 1907 dosáhl hodnosti viceadmirála a v letech 1908–1910 byl vrchním velitelem u břehů Číny (China Station). Po návratu do Anglie se zúčastnil pohřbu Eduarda VII. a téhož roku za stranu Liberálních unionistů neúspěšně kandidoval ve volbách do Dolní sněmovny (1910). V roce 1911 byl kandidátem na post prvního námořního lordaa, ale přednost dostal admirál Sir Francis Bridgeman. Meux byl nicméně v roce 1911 povýšen na admirála a v roce 1913 vyznamenán velkokřížem Řádu lázně. V letech 1913–1916 byl vrchním velitelem v Portstmouthu a na počátku první světové války měl důležitý úkol bránit komunikace v Lamanšském průlivu, měl také zodpovědnost za bezpečné transporty britských vojáků do Francie. V roce 1915 dosáhl nejvyšší možné hodnosti velkoadmirála (Admiral of the Fleet) a v roce 1916 opustil aktivní službu (formálně byl odeslán do penze až v roce 1921). V letech 1916–1918 byl poslancem Dolní sněmovny za stranu Unionistů a zastupoval přístav Portsmouth.[zdroj?]

## Rodina a majetek

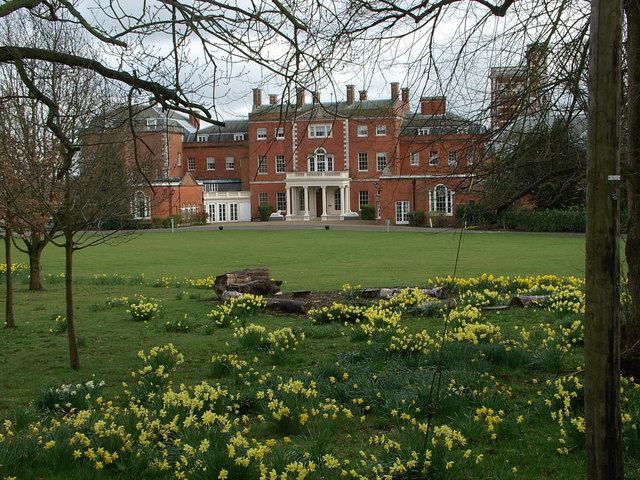
Zámek Theobalds Park (Hertfordshire), dědictví po rodině Meux

Převzetí dědictví po bohaté rodině Meux a přijetí příjmení Meux mělo atypické pozadí vzhledem k tomu, že obě rodiny nebyly vůbec v příbuzenském vztahu. Meuxové patřili od 18. století k významným podnikatelským klanům v pivovarnictví. Sir Henry Meux, 3. baronet (1856–1900) byl majoritním podílníkem firmy Meux's Brewery Company Ltd., kromě toho vlastnil téměř 4 000 hektarů půdy v několika hrabstvích a byl také majitelem zámku Theobalds Park v hrabství Hertfordshire. Zemřel bez potomstva a dědičkou majetku se stala manželka Valerie, rozená Langdon (1852–1910), původně herečka. Valerie se díky dědictví stala vlivnou, ale také značně výstřední osobností společenského života přelomu 19. a 20. století. Popularita admirála Lambtona stoupla po jeho návratu z búrské války, Violet Meux patřila k jeho obdivovatelkám, stali se z nich přátelé a byli v častém kontaktu. Violet Meux nakonec ve své závěti určila Lambtona jako univerzálního dědice svého majetku. Převzetí bohatého dědictví bylo vázáno jedinou podmínkou, a sice, že Lambton přijme příjmení Meux, což učinil v roce 1911.
Hedworth Lambton se v roce 1910 oženil s Mildred Sturtovou (1869–1942), dcerou dlouholetého poslance Dolní sněmovny Henryho Gerarda Sturta (1825–1904), pozdějšího 1. barona Alingtona. Z tohoto manželství nevzešlo žádné potomstvo, ale Mildred byla již v době sňatku vdovou po Henrym Cadoganovi, vikomtovi Chelsea (1868–1908), nejstarším synovi 5. hraběte Cadogana z bohatého šlechtického rodu Cadoganů. Z tohoto prvního manželství měla Mildred šest dětí, které později zdědily majetek admirála Meuxe.[zdroj?]
Hedworth měl dva starší bratry-dvojčata, kteří postupně zdědili titul hraběte z Durhamu. John George Lambton, 3. hrabě z Durhamu (1855–1928), byl od roku 1879 členem Sněmovny lordů, zastával hodnosti u dvora a byl nositelem Podvazkového řádu. Bratr Frederick William (1855–1929) byl dlouholetým poslancem Dolní sněmovny a po úmrtí bratra-dvojčete krátce uživatelem hraběcího titiulu. Další mladší bratři Charles (1857–1949) a William (1863–1936) sloužili v armádě a za první světové války dosáhli generálských hodností. Jejich sestry se provdaly za významné osobnosti veřejného života přelomu 19. a 20. století, Hedworth Meux byl tak švagrem nejvyššího hofmistra 14. hraběte z Pembroke (1853–1913) nebo spoluzakladatele Společnosti národů a nositele Nobelovy ceny míru Edgara Roberta Cecila (1864–1958).[zdroj?]
Sestra jeho manželky Mildred, Winnifred Sturtová (1868–1914), byla provdaná za indického místokrále barona Hardinge (1858–1944).[zdroj?]